# جرج واشینگتن (ترامبول)
جرج واشینگتن (به انگلیسی: George Washington) یک نقاشی رنگ روغن اثر هنرمند آمریکایی جان ترامبول است که امروزه در موزه متروپولیتن نیویورک نگهداری می‌شود.
این نقاشی که در سال ۱۷۸۰ کشیده شده‌است، دارای اندازه‌های ۹۱/۴ و ۷۱/۱ سانتی‌متر است و جرج واشینگتن را درحالی که کنار رود هادسن ایستاده، به‌همراه خدمتکارش بیلی لی به‌تصویر می‌کشد. آکادمی نظامی ایالات متحده نیز پشت سر او دیده می‌شود.
ترامبول این نقاشی را پنج سال پس از خدمت در بین کارکنان جرج واشینگتن در جنگ انقلاب آمریکا کشید.